# Edgar Fortes
Edgar Fortes (1950. június 28. –) portugál rali-navigátor.

## Pályafutása
1973 és 1986 között összesen öt alkalommal navigált hazája világbajnoki versenyén. Joaquim Moutinho társaként megnyerte az 1986-os futamot. Moutinho és Edgar azt követően végzett az első helyen, hogy az összes gyári csapat visszalépett egy az első szakaszon történt baleset miatt, melyben három néző életét vesztette.
Sikerük az egyetlen portugál kettős által elért futamgyőzelem a világbajnokságon.

### Rali-világbajnoki győzelem
| #  | Dátum             | Rali          | Versenyző        | Autó            | Összefoglaló |
| -- | ----------------- | ------------- | ---------------- | --------------- | ------------ |
| 1. | 1986. március 5-8 | Portugál rali | Joaquim Moutinho | Renault 5 Turbo | Összefoglaló |